# 舍隆斯基群島

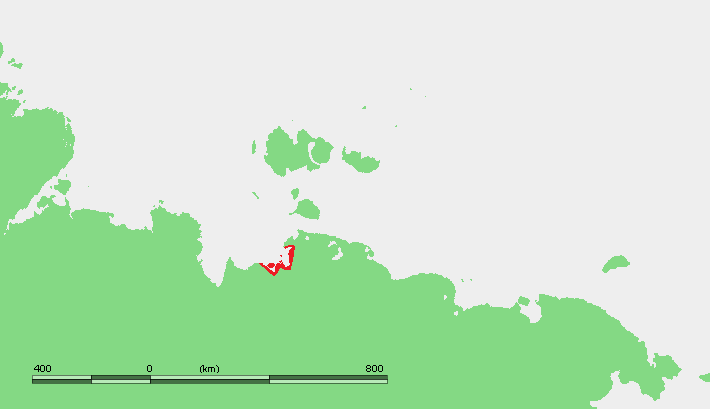

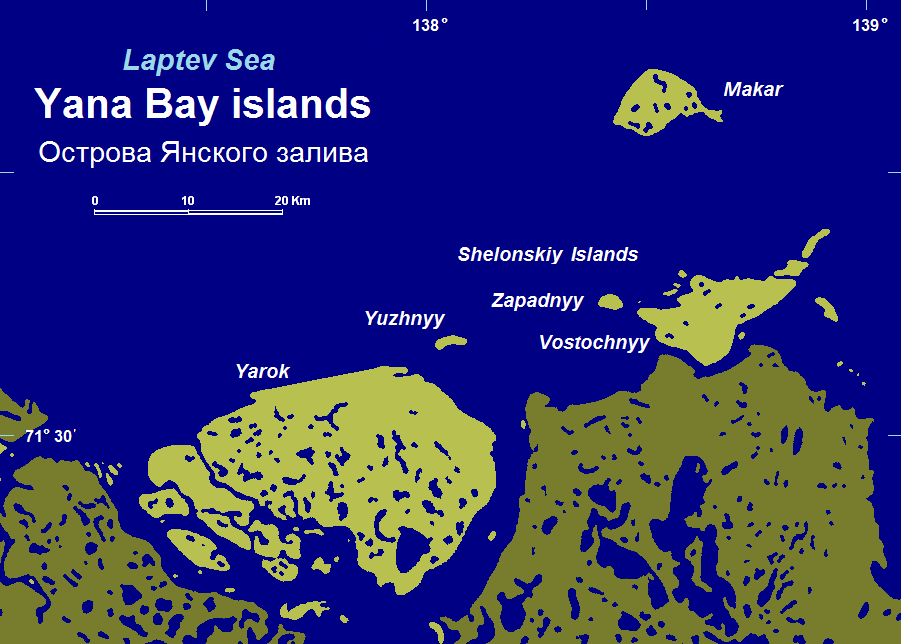

舍隆斯基群島是俄羅斯的群島，位於拉普捷夫海，由薩哈共和國負責管轄，受北極氣候影響，附近的亞納灣海域每年有約八個月時間被冰封。
71°40′30″N 138°26′24″E / 71.675°N 138.440°E